# BAFA NL Division One 2023
La BAFA NL Division One 2023 è la 33ª edizione del campionato di football americano di secondo livello, organizzato dalla BAFA.

## Squadre partecipanti
| Club                    | Città               | Stadio | Sponsor ufficiale | Risultato nella stagione 2022 |
| ----------------------- | ------------------- | ------ | ----------------- | ----------------------------- |
| Aberdeen Roughnecks     | Aberdeen            |        |                   |                               |
| Birmingham Bulls        | Birmingham          |        |                   |                               |
| Bournemouth Bobcats     | Bournemouth         |        |                   |                               |
| Bristol Apache          | Bristol             |        |                   |                               |
| Chester Romans          | Chester             |        |                   |                               |
| Clyde Valley Blackhawks | Wishaw              |        |                   |                               |
| Darlington Steam        | Darlington          |        |                   |                               |
| Dunfermline Kings       | Dunfermline         |        |                   |                               |
| Essex Spartans          | Grays               |        |                   |                               |
| Glasgow Tigers          | Glasgow             |        |                   |                               |
| Halton Spartans         | Widnes              |        |                   |                               |
| Hertfordshire Cheetahs  | St Albans           |        |                   |                               |
| Highland Stags          | Inverness           |        |                   |                               |
| Inverclyde Goliaths     | Greenock            |        |                   |                               |
| Lancashire Wolverines   | Blackburn           |        |                   |                               |
| London Blitz B          | Londra              |        |                   |                               |
| London Hornets          | Londra              |        |                   |                               |
| London Olympians        | Londra              |        |                   |                               |
| Northants Knights       | Wellingborough      |        |                   |                               |
| Northumberland Vikings  | Newcastle upon Tyne |        |                   |                               |
| Norwich Devils          | Norwich             |        |                   |                               |
| Nottingham Caesars      | Nottingham          |        |                   |                               |
| Oxford Saints           | Oxford              |        |                   |                               |
| Rushmoor Knights        | Rushmoor            |        |                   |                               |
| Sandwell Steelers       | Tipton              |        |                   |                               |
| Scunthorpe Alphas       | Scunthorpe          |        |                   |                               |
| Sheffield Giants        | Sheffield           |        |                   |                               |
| South Wales Warriors    | Llanharan           |        |                   |                               |
| Wembley Stallions       | Londra              |        |                   |                               |
| Yorkshire Rams          | Leeds               |        |                   |                               |

## Stagione regolare

### Calendario

#### 1ª giornata
| 9 aprile 2023, ore 13:00 | Dunfermline Kings | 0 – 21 | Clyde Valley Blackhawks |  |

| 9 aprile 2023, ore 14:00 | Yorkshire Rams | 62 – 0 | Darlington Steam |  |

| 9 aprile 2023, ore 14:00 | Northumberland Vikings | 24 – 13 | Scunthorpe Alphas |  |

| 9 aprile 2023, ore 14:00 | Birmingham Bulls | 27 – 25 | Northants Knights |  |

| 9 aprile 2023, ore 14:00 | Essex Spartans | 9 – 22 | London Blitz B |  |

| 9 aprile 2023, ore 14:30 | Oxford Saints | 13 – 36 | Rushmoor Knights |  |

#### 2ª giornata
| 16 aprile 2023, ore 12:00 | London Blitz B | 14 – 6 | Wembley Stallions |  |

| 16 aprile 2023, ore 13:00 | Dunfermline Kings | 0 – 41 | Inverclyde Goliaths |  |

| 16 aprile 2023, ore 14:00 | Northants Knights | 14 – 8 | Sheffield Giants |  |

| 16 aprile 2023, ore 14:00 | Norwich Devils | 6 – 16 | London Hornets |  |

| 16 aprile 2023, ore 14:00 | Essex Spartans | 0 – 47 | London Olympians |  |

| 16 aprile 2023, ore 14:00 | Bournemouth Bobcats | 52 – 27 | Rushmoor Knights |  |

#### 3ª giornata
| 23 aprile 2023, ore 14:00 | Highland Stags | 44 – 0 | Clyde Valley Blackhawks |  |

| 23 aprile 2023, ore 14:00 | Aberdeen Roughnecks | 20 – 31 | Glasgow Tigers |  |

| 23 aprile 2023, ore 14:00 | Yorkshire Rams | 1 – 0 (a tavolino) | Halton Spartans |  |

| 23 aprile 2023, ore 14:00 | Scunthorpe Alphas | 64 – 0 | Darlington Steam |  |

| 23 aprile 2023, ore 14:00 | Northumberland Vikings | 42 – 0 | Lancashire Wolverines |  |

| 23 aprile 2023, ore 14:00 | Birmingham Bulls | 6 – 6 | Chester Romans |  |

| 23 aprile 2023, ore 14:00 | London Blitz B | 0 – 22 | London Hornets |  |

| 23 aprile 2023, ore 14:00 | Rushmoor Knights | 21 – 20 | Bristol Apache |  |

| 23 aprile 2023, ore 14:30 | Hertfordshire Cheetahs | 35 – 3 | Oxford Saints |  |

#### 4ª giornata
| 29 aprile 2023, ore 14:30 | Glasgow Tigers | 40 – 0 | Inverclyde Goliaths |  |

| 30 aprile 2023, ore 12:00 | Nottingham Caesars | 38 – 0 | Sheffield Giants |  |

| 30 aprile 2023, ore 14:00 | Clyde Valley Blackhawks | 62 – 0 | Dunfermline Kings |  |

| 30 aprile 2023, ore 14:00 | Aberdeen Roughnecks | 6 – 22 | Highland Stags |  |

| 30 aprile 2023, ore 14:00 | Northumberland Vikings | 1 – 0 (a tavolino) | Halton Spartans |  |

| 30 aprile 2023, ore 14:00 | Chester Romans | 26 – 14 | Birmingham Bulls |  |

| 30 aprile 2023, ore 14:00 | Wembley Stallions | 26 – 0 | London Hornets |  |

| 30 aprile 2023, ore 14:00 | Bournemouth Bobcats | 7 – 13 | South Wales Warriors |  |

| 30 aprile 2023, ore 14:30 | Oxford Saints | 27 – 33 | Bristol Apache |  |

| 30 aprile 2023, ore 16:00 | London Olympians | 40 – 22 | Norwich Devils |  |

#### 5ª giornata
| 7 maggio 2023, ore 14:00 | Lancashire Wolverines | 50 – 0 | Darlington Steam |  |

| 7 maggio 2023, ore 14:00 | Halton Spartans | 0 – 1 (a tavolino) | Scunthorpe Alphas |  |

| 7 maggio 2023, ore 14:00 | Sheffield Giants | 14 – 22 | Nottingham Caesars |  |

| 7 maggio 2023, ore 14:00 | Norwich Devils | 61 – 6 | Essex Spartans |  |

| 7 maggio 2023, ore 14:00 | South Wales Warriors | 0 – 29 | Hertfordshire Cheetahs |  |

#### 6ª giornata
| 14 maggio 2023, ore 12:00 | Inverclyde Goliaths | 8 – 31 | Glasgow Tigers |  |

| 14 maggio 2023, ore 12:00 | Nottingham Caesars | 20 – 0 | Birmingham Bulls |  |

| 14 maggio 2023, ore 13:00 | Dunfermline Kings | 0 – 66 | Highland Stags |  |

| 14 maggio 2023, ore 14:00 | Darlington Steam | - – - (rinviata) | Yorkshire Rams |  |

| 14 maggio 2023, ore 14:00 | Halton Spartans | 0 – 1 (a tavolino) | Lancashire Wolverines |  |

| 14 maggio 2023, ore 14:00 | Chester Romans | 60 – 6 | Sandwell Steelers |  |

| 14 maggio 2023, ore 14:00 | Essex Spartans | 0 – 54 | London Hornets |  |

| 14 maggio 2023, ore 14:00 | Bristol Apache | 0 – 9 | Hertfordshire Cheetahs |  |

| 14 maggio 2023, ore 14:00 | South Wales Warriors | 14 – 21 | Rushmoor Knights |  |

| 14 maggio 2023, ore 14:30 | Oxford Saints | 14 – 51 | Bournemouth Bobcats |  |

| 14 maggio 2023, ore 16:00 | Clyde Valley Blackhawks | 14 – 8 | Aberdeen Roughnecks |  |

#### 7ª giornata
| 21 maggio 2023, ore 14:00 | Clyde Valley Blackhawks | 14 – 26 | Glasgow Tigers |  |

| 21 maggio 2023, ore 14:00 | Darlington Steam | 2 – 52 | Scunthorpe Alphas |  |

| 21 maggio 2023, ore 14:00 | Northants Knights | 10 – 25 | Chester Romans |  |

| 21 maggio 2023, ore 14:00 | Sandwell Steelers | 0 – 50 | Nottingham Caesars |  |

| 21 maggio 2023, ore 14:00 | London Hornets | 1 – 0 (a tavolino) | Essex Spartans |  |

| 21 maggio 2023, ore 14:00 | Wembley Stallions | 13 – 20 | Norwich Devils |  |

| 21 maggio 2023, ore 14:00 | Bournemouth Bobcats | 16 – 19 | Hertfordshire Cheetahs |  |

#### 8ª giornata
| 28 maggio 2023, ore 14:00 | Aberdeen Roughnecks | - – - (annullata) | Dunfermline Kings |  |

| 28 maggio 2023, ore 14:00 | Glasgow Tigers | 20 – 20 | Highland Stags |  |

| 28 maggio 2023, ore 16:00 | Clyde Valley Blackhawks | 20 – 7 | Inverclyde Goliaths |  |

| 28 maggio 2023, ore 14:00 | Scunthorpe Alphas | 65 – 0 | Lancashire Wolverines |  |

| 28 maggio 2023, ore 14:00 | Chester Romans | 40 – 0 | Northants Knights |  |

| 28 maggio 2023, ore 14:00 | Sandwell Steelers | 8 – 33 | Sheffield Giants |  |

| 28 maggio 2023, ore 14:00 | London Hornets | 24 – 26 | Norwich Devils |  |

| 28 maggio 2023, ore 14:00 | London Olympians | 64 – 3 | Essex Spartans |  |

| 28 maggio 2023, ore 14:00 | Wembley Stallions | 6 – 14 | London Blitz B |  |

| 28 maggio 2023, ore 14:00 | Bristol Apache | 14 – 16 | Rushmoor Knights |  |

| 28 maggio 2023, ore 14:30 | Oxford Saints | 3 – 0 | South Wales Warriors |  |

#### 9ª giornata
| 4 giugno 2023, ore 12:00 | London Blitz B | 7 – 21 | London Olympians |  |

| 4 giugno 2023, ore 14:00 | Highland Stags | 57 – 8 | Inverclyde Goliaths |  |

| 4 giugno 2023, ore 14:00 | Halton Spartans | 0 – 1 (a tavolino) | Darlington Steam |  |

| 4 giugno 2023, ore 14:00 | Lancashire Wolverines | 0 – 58 | Scunthorpe Alphas |  |

| 4 giugno 2023, ore 14:00 | Yorkshire Rams | 6 – 24 | Northumberland Vikings |  |

| 4 giugno 2023, ore 14:00 | Northants Knights | 9 – 32 | Nottingham Caesars |  |

| 4 giugno 2023, ore 14:00 | Rushmoor Knights | 58 – 20 | Oxford Saints |  |

| 4 giugno 2023, ore 14:00 | South Wales Warriors | 14 – 16 | Bournemouth Bobcats |  |

#### 10ª giornata
| 11 giugno 2023, ore 12:00 | Nottingham Caesars | 50 – 0 | Sandwell Steelers |  |

| 11 giugno 2023, ore 14:00 | Lancashire Wolverines | 0 – 44 | Northumberland Vikings |  |

| 11 giugno 2023, ore 14:00 | Birmingham Bulls | 7 – 3 | Sheffield Giants |  |

| 11 giugno 2023, ore 14:00 | Norwich Devils | 28 – 29 | London Blitz B |  |

| 11 giugno 2023, ore 14:00 | Bristol Apache | 21 – 0 | Bournemouth Bobcats |  |

| 11 giugno 2023, ore 14:00 | Rushmoor Knights | 23 – 14 | South Wales Warriors |  |

| 11 giugno 2023, ore 14:30 | Oxford Saints | 0 – 38 | Hertfordshire Cheetahs |  |

| 11 giugno 2023, ore 16:00 | London Olympians | 14 – 17 | Wembley Stallions |  |

#### 11ª giornata
| 18 giugno 2023, ore 12:00 | Nottingham Caesars | – | Northants Knights |  |

| 18 giugno 2023, ore 13:00 | Dunfermline Kings | – | Glasgow Tigers |  |

| 18 giugno 2023, ore 14:00 | Aberdeen Roughnecks | – | Clyde Valley Blackhawks |  |

| 18 giugno 2023, ore 14:00 | Northumberland Vikings | – | Darlington Steam |  |

| 18 giugno 2023, ore 14:00 | Scunthorpe Alphas | – | Yorkshire Rams |  |

| 18 giugno 2023, ore 14:00 | Sheffield Giants | – | Sandwell Steelers |  |

| 18 giugno 2023, ore 14:00 | Wembley Stallions | – | London Olympians |  |

| 18 giugno 2023, ore 14:00 | Hertfordshire Cheetahs | – | Bournemouth Bobcats |  |

#### 12ª giornata
| 24 giugno 2023, ore 19:00 | Chester Romans | – | Sheffield Giants |  |

| 25 giugno 2023, ore 13:00 | Inverclyde Goliaths | – | Clyde Valley Blackhawks |  |

| 25 giugno 2023, ore 14:00 | Glasgow Tigers | – | Dunfermline Kings |  |

| 25 giugno 2023, ore 14:00 | Halton Spartans | 0 – 1 (a tavolino) | Northumberland Vikings |  |

| 25 giugno 2023, ore 14:00 | Yorkshire Rams | – | Scunthorpe Alphas |  |

| 25 giugno 2023, ore 14:00 | Sandwell Steelers | – | Birmingham Bulls |  |

| 25 giugno 2023, ore 14:00 | London Blitz B | – | Norwich Devils |  |

| 25 giugno 2023, ore 14:00 | London Hornets | – | Wembley Stallions |  |

| 25 giugno 2023, ore 14:00 | Hertfordshire Cheetahs | – | Bristol Apache |  |

| 25 giugno 2023, ore 14:00 | South Wales Warriors | – | Oxford Saints |  |

#### 13ª giornata
| 2 luglio 2023, ore 14:00 | Aberdeen Roughnecks | – | Inverclyde Goliaths |  |

| 2 luglio 2023, ore 14:00 | Highland Stags | – | Glasgow Tigers |  |

| 2 luglio 2023, ore 14:00 | Darlington Steam | – | Lancashire Wolverines |  |

| 2 luglio 2023, ore 14:00 | Chester Romans | – | Nottingham Caesars |  |

| 2 luglio 2023, ore 14:00 | Northants Knights | – | Sandwell Steelers |  |

| 2 luglio 2023, ore 14:00 | Sheffield Giants | – | Birmingham Bulls |  |

| 2 luglio 2023, ore 14:00 | London Hornets | – | London Blitz B |  |

| 2 luglio 2023, ore 14:00 | Norwich Devils | – | London Olympians |  |

| 2 luglio 2023, ore 14:00 | Wembley Stallions | – | Essex Spartans |  |

| 2 luglio 2023, ore 14:00 | Rushmoor Knights | – | Bournemouth Bobcats |  |

| 2 luglio 2023, ore 14:00 | South Wales Warriors | – | Bristol Apache |  |

#### 14ª giornata
| 16 luglio 2023, ore 12:00 | Nottingham Caesars | – | Chester Romans |  |

| 16 luglio 2023, ore 13:00 | Dunfermline Kings | – | Aberdeen Roughnecks |  |

| 16 luglio 2023, ore 14:00 | Halton Spartans | – | Yorkshire Rams |  |

| 16 luglio 2023, ore 14:00 | Scunthorpe Alphas | – | Northumberland Vikings |  |

| 16 luglio 2023, ore 14:00 | London Blitz B | – | Essex Spartans |  |

| 16 luglio 2023, ore 14:00 | Bournemouth Bobcats | – | Bristol Apache |  |

#### 15ª giornata
| 23 luglio 2023, ore 13:00 | Inverclyde Goliaths | – | Highland Stags |  |

| 23 luglio 2023, ore 14:00 | Darlington Steam | – | Halton Spartans |  |

| 23 luglio 2023, ore 14:30 | Yorkshire Rams | – | Lancashire Wolverines |  |

| 23 luglio 2023, ore 14:00 | Birmingham Bulls | – | Nottingham Caesars |  |

| 23 luglio 2023, ore 14:00 | Sandwell Steelers | – | Northants Knights |  |

| 23 luglio 2023, ore 14:00 | Sheffield Giants | – | Chester Romans |  |

| 23 luglio 2023, ore 14:00 | Norwich Devils | – | Wembley Stallions |  |

| 23 luglio 2023, ore 14:00 | Hertfordshire Cheetahs | – | South Wales Warriors |  |

#### 16ª giornata
| 30 luglio 2023, ore 13:00 | Inverclyde Goliaths | – | Aberdeen Roughnecks |  |

| 30 luglio 2023, ore 14:00 | Glasgow Tigers | – | Clyde Valley Blackhawks |  |

| 30 luglio 2023, ore 14:00 | Highland Stags | – | Dunfermline Kings |  |

| 30 luglio 2023, ore 14:00 | Darlington Steam | – | Northumberland Vikings |  |

| 30 luglio 2023, ore 14:00 | Lancashire Wolverines | – | Yorkshire Rams |  |

| 30 luglio 2023, ore 14:00 | Scunthorpe Alphas | – | Halton Spartans |  |

| 30 luglio 2023, ore 14:00 | Northants Knights | – | Birmingham Bulls |  |

| 30 luglio 2023, ore 14:00 | Sandwell Steelers | – | Chester Romans |  |

| 30 luglio 2023, ore 14:00 | Essex Spartans | – | Norwich Devils |  |

| 30 luglio 2023, ore 14:00 | London Olympians | – | London Hornets |  |

| 30 luglio 2023, ore 14:00 | Bristol Apache | – | Oxford Saints |  |

| 30 luglio 2023, ore 14:00 | Hertfordshire Cheetahs | – | Rushmoor Knights |  |

#### 17ª giornata
| 6 agosto 2023, ore 13:00 | Inverclyde Goliaths | – | Dunfermline Kings |  |

| 6 agosto 2023, ore 14:00 | Glasgow Tigers | – | Aberdeen Roughnecks |  |

| 6 agosto 2023, ore 14:00 | Lancashire Wolverines | – | Halton Spartans |  |

| 6 agosto 2023, ore 14:00 | Northumberland Vikings | – | Yorkshire Rams |  |

| 6 agosto 2023, ore 14:00 | Birmingham Bulls | – | Sandwell Steelers |  |

| 6 agosto 2023, ore 14:00 | Sheffield Giants | – | Northants Knights |  |

| 6 agosto 2023, ore 14:00 | Essex Spartans | – | Wembley Stallions |  |

| 6 agosto 2023, ore 14:00 | London Olympians | – | London Blitz B |  |

| 6 agosto 2023, ore 14:00 | Bournemouth Bobcats | – | Oxford Saints |  |

| 6 agosto 2023, ore 14:00 | Bristol Apache | – | South Wales Warriors |  |

| 6 agosto 2023, ore 14:00 | Rushmoor Knights | – | Hertfordshire Cheetahs |  |

| 6 agosto 2022, ore 16:00 | Clyde Valley Blackhawks | – | Highland Stags |  |

### Classifica
Le classifiche della regular season sono le seguenti.
- PCT = percentuale di vittorie, G = partite giocate, V = partite vinte,  P = partite perse, PF = punti fatti, PS = punti subiti

#### NFC 1 Scottish
| Pos. | Squadra                 | PCT  | G | V | N | P | PF  | PS  |
| ---- | ----------------------- | ---- | - | - | - | - | --- | --- |
| 1    | Highland Stags          | .900 | 5 | 4 | 1 | 0 | 209 | 34  |
| 2    | Glasgow Tigers          | .900 | 5 | 4 | 1 | 0 | 148 | 62  |
| 3    | Clyde Valley Blackhawks | .667 | 6 | 4 | 0 | 2 | 131 | 85  |
| 4    | Inverclyde Goliaths     | .200 | 5 | 1 | 0 | 4 | 64  | 148 |
| 5    | Aberdeen Roughnecks     | .000 | 3 | 0 | 0 | 3 | 34  | 67  |
| 6    | Dunfermline Kings       | .000 | 4 | 0 | 0 | 4 | 0   | 190 |

#### NFC 1 Central
La classifica include già l'incontro Spartans-Vikings della 12ª giornata.
| Pos. | Squadra                | PCT   | G | V | N | P | PF  | PS  |
| ---- | ---------------------- | ----- | - | - | - | - | --- | --- |
| 1    | Northumberland Vikings | 1.000 | 6 | 6 | 0 | 0 | 136 | 19  |
| 2    | Scunthorpe Alphas      | .833  | 6 | 5 | 0 | 1 | 253 | 26  |
| 3    | Yorkshire Rams         | .667  | 3 | 2 | 0 | 1 | 69  | 24  |
| 4    | Lancashire Wolverines  | .333  | 6 | 2 | 0 | 4 | 51  | 209 |
| 5    | Darlington Steam       | .200  | 5 | 1 | 0 | 4 | 3   | 228 |
| -    | Halton Spartans        | .000  | 6 | 0 | 0 | 6 | 0   | 6   |

#### NFC 1 South
| Pos. | Squadra            | PCT   | G | V | N | P | PF  | PS  |
| ---- | ------------------ | ----- | - | - | - | - | --- | --- |
| 1    | Nottingham Caesars | 1.000 | 6 | 6 | 0 | 0 | 212 | 23  |
| 2    | Chester Romans     | .900  | 5 | 4 | 1 | 0 | 157 | 36  |
| 3    | Birmingham Bulls   | .500  | 5 | 2 | 1 | 2 | 54  | 80  |
| 4    | Northants Knights  | .200  | 5 | 1 | 0 | 4 | 58  | 132 |
| 5    | Sheffield Giants   | .200  | 5 | 1 | 0 | 4 | 58  | 89  |
| 6    | Sandwell Steelers  | .000  | 4 | 0 | 0 | 4 | 14  | 193 |

#### SFC 1 Central
| Pos. | Squadra           | PCT  | G | V | N | P | PF  | PS  |
| ---- | ----------------- | ---- | - | - | - | - | --- | --- |
| 1    | London Olympians  | .800 | 5 | 4 | 0 | 1 | 186 | 49  |
| 2    | London Hornets    | .667 | 6 | 4 | 0 | 2 | 117 | 58  |
| 3    | London Blitz B    | .667 | 6 | 4 | 0 | 2 | 86  | 92  |
| 4    | Norwich Devils    | .500 | 6 | 3 | 0 | 3 | 163 | 128 |
| 5    | Wembley Stallions | .500 | 5 | 2 | 0 | 3 | 68  | 62  |
| 6    | Essex Spartans    | .000 | 6 | 0 | 0 | 6 | 18  | 249 |

#### SFC 1 West
| Pos. | Squadra                | PCT   | G | V | N | P | PF  | PS  |
| ---- | ---------------------- | ----- | - | - | - | - | --- | --- |
| 1    | Hertfordshire Cheetahs | 1.000 | 5 | 5 | 0 | 0 | 130 | 19  |
| 2    | Rushmoor Knights       | .857  | 7 | 6 | 0 | 1 | 202 | 147 |
| 3    | Bournemouth Bobcats    | .500  | 6 | 3 | 0 | 3 | 142 | 108 |
| 4    | Bristol Apache         | .400  | 5 | 2 | 0 | 3 | 88  | 73  |
| 5    | South Wales Warriors   | .167  | 6 | 1 | 0 | 5 | 55  | 99  |
| 6    | Oxford Saints          | .143  | 7 | 1 | 0 | 6 | 80  | 251 |

## Playoff

### Tabellone
|  | Quarti di finale | Quarti di finale | Quarti di finale |  |  | Semifinali | Semifinali | Semifinali |  |  | Britbowl | Britbowl | Britbowl |  |
|  |                  |                  |                  |  |  |            |            |            |  |  |          |          |          |  |
|  | TBD              |                  |                  |  |  |            |            |            |  |  |          |          |          |  |
|  |                  |                  |                  |  |  |            |            |            |  |  |          |          |          |  |
|  | TBD              |                  |                  |  |  |            |            |            |  |  |          |          |          |  |
|  |                  | TBD              |                  |  |  |            |            |            |  |  |          |          |          |  |
|  |                  |                  |                  |  |  |            |            |            |  |  |          |          |          |  |
|  |                  |                  | TBD              |  |  |            |            |            |  |  |          |          |          |  |
|  | TBD              |                  |                  |  |  |            |            |            |  |  |          |          |          |  |
|  |                  |                  |                  |  |  |            |            |            |  |  |          |          |          |  |
|  | TBD              |                  |                  |  |  |            |            |            |  |  |          |          |          |  |
|  |                  | TBD              |                  |  |  |            |            |            |  |  |          |          |          |  |
|  |                  |                  |                  |  |  |            |            |            |  |  |          |          |          |  |
|  |                  |                  | TBD              |  |  |            |            |            |  |  |          |          |          |  |
|  | TBD              |                  |                  |  |  |            |            |            |  |  |          |          |          |  |
|  |                  |                  |                  |  |  |            |            |            |  |  |          |          |          |  |
|  | TBD              |                  |                  |  |  |            |            |            |  |  |          |          |          |  |
|  |                  | TBD              |                  |  |  |            |            |            |  |  |          |          |          |  |
|  |                  |                  |                  |  |  |            |            |            |  |  |          |          |          |  |
|  |                  |                  | TBD              |  |  |            |            |            |  |  |          |          |          |  |
|  | TBD              |                  |                  |  |  |            |            |            |  |  |          |          |          |  |
|  |                  |                  |                  |  |  |            |            |            |  |  |          |          |          |  |
|  | TBD              |                  |                  |  |  |            |            |            |  |  |          |          |          |  |

### Quarti di finale
| 2023 | TBD | – | TBD |  |

| 2023 | TBD | – | TBD |  |

| 2023 | TBD | – | TBD |  |

| 2023 | TBD | – | TBD |  |

### Semifinali
| 2023 | TBD | – | TBD |  |

| 2023 | TBD | – | TBD |  |

### Britbowl
| 2023 | TBD | – | TBD |  |

## Verdetti
- TBD Vincitori del Britbowl di secondo livello 2023